# 원당초등학교 (경기)
원당초등학교는 대한민국 경기도 고양시 덕양구 주교동에 있는 공립 초등학교이다.

## 학교 연혁
- 1932년 12월 9일 고양군 원당공립보통학교(4년제) 개교(주교리 97-4, 설립인가 8월 18일)
- 1935년 2월 25일 4년제 제1회 졸업식
- 1938년 4월 1일 원당공립심상소학교로 개칭
- 1941년 4월 1일 원당공립국민학교로 개칭
- 1945년 8월 1일 흥도국민학교 분리
- 1942년 2월 21일 6년제 제1회 졸업식
- 1967년 3월 1일 원중국민학교 분리
- 1986년 3월 1일 병설유치원 개원
- 1988년 5월 8일 신축교사 준공
- 1988년 7월 4일 신축교사로 학교 이전
- 1996년 3월 1일 원당초등학교로 개칭
- 2002년 3월 6일 병설유치원 2학급 편성
- 2010년 12월 17일 다목적강당 도담누리 개관
- 2017년 3월 1일 제23대 오치봉 교장 부임
- 2018넌 2월 9일 제83회 졸업식 ( 140명 졸업, 누계 11,730명)
- 2018년 3월 1일 일반학급(25), 특수(1), 유치원(2) 학급편성

## 참고 자료
- 원당초등학교 - 한국교육학술정보원 학교알리미